# ماتراویل، نیو ساوت ولز
ماتراویل (به انگلیسی: Matraville) یک حومه شهر در استرالیا است که در نیو ساوت ولز واقع شده‌است.